# 琉善
琉善（希臘語：Λουκιανός，約120年—180年），生於敍利亞的薩莫薩塔，羅馬帝國時代的以希臘語創作的諷刺作家，以遊歷月球的奇幻短篇《信史》（周作人譯作《真實的故事》）及一系列對話集聞名。周作人曾翻譯其作品，並按希臘語發音將其名譯為路吉阿諾斯。

## 漢譯
周作人是漢譯琉善作品的第一人，他從英文譯本轉譯題名《冥界旅行》的《信史》這篇作品（True Story）。
中華人民共和國成立後，委約他從古希臘語原文選譯，1962年到1965年間共譯出琉善作品20部，包括從原文新譯的長篇小說《真實的故事》和《蒼蠅贊》、《宙斯唱悲劇》、《妓女對話》、《諸神對話》等名篇。
《路吉阿諾斯對話集》是周作人畢生最看重、最喜歡的譯作，他在遺囑中寫：「余一生文字無足稱道，唯暮年所譯希臘對話錄是五十年來的心願，識者當自知之。」
后來，羅念生與王煥生、陳洪文等人合作，也從古希臘語原文譯出多篇琉善的作品。